# Потеряев, Владимир Дмитриевич
Влади́мир Дми́триевич Потеря́ев (2 января 1932, Камбарка, Уральская область — 7 декабря 1999, Снежинск, Челябинская область) — учёный-изобретатель; специалист в области аэромеханики и баллистического проектирования специзделий. Лауреат Государственной премии СССР (1967), премии им. В. П. Макеева (1999).

## Биография
В 1954 г. окончил механико-математический факультет МГУ им. М. В. Ломоносова. С 1956 г. работает в НИИ-1011.
С 1969 г. — зам. начальника сектора по научной работе. В 1971 г. возглавил научно-исследовательский сектор 14.
В 1975 г. — заместитель главного конструктора по разработке ядерных боеприпасов и начальник сектора 14.
В 1983 году имя Владимира Дмитриевича занесено в Книгу Почета г. Челябинска-70 (Снежинск).
В 1998 — заместитель главного конструктора института.
Умер 7 декабря 1999 года.

## Награды
- орден Трудового Красного Знамени (1974, 1981);
- медаль «За доблестный труд» (1970);
- медаль «Ветеран труда» (1991);
- юбилейная медаль «300 лет Российскому флоту» (1996);
- Нагрудный знак «Изобретатель СССР» (1989);
- орден Ленина (1987);
- Государственная премия СССР (1967);
- Премия им. Макеева (1999).